# Nikolaos Michaloliakos
Nikolaos Gueoryíu Michaloliakos (en griego Νικóλαος Γεωργίου Μιχαλολιάκος; Atenas, 16 de diciembre de 1957), también conocido como Nikos Michaloliakos, es un político griego, líder de la organización política Amanecer Dorado (Χρυσή Αυγή).

## Biografía
Michaloliakos nació el 16 de diciembre de 1957 en Atenas. Estudió en la Universidad Kapodistríaca de Atenas, donde se licenció en Ciencias Matemáticas. Está casado desde 1987 con Eleni Zarulia, llamada la "Eva Braun" griega, quién es miembro del Parlamento y con la que tiene una hija, Urania Michaloliakos. Tanto su esposa como su hija son miembros de Amanecer Dorado. Nikolaos es hermano de Takis Michaloliakos, prominente abogado griego conocido por el caso Koskotas y que en alguna ocasión ha defendido a miembros de Amanecer Dorado. Michaloliakos vive en Pefki, un suburbio al norte de Atenas.

## Actividad política
A los 16 años ya era miembro del Partido 4 de Agosto, una formación nacionalista fundada por el teórico del neofascismo griego Kostas Plevris en 1965 y que intentaba restablecer en Grecia un régimen como el instaurado por Ioannis Metaxas el 4 de agosto de 1936 y que significó el comienzo del periodo fascista en Grecia. Simultáneamente compaginó esta actividad con su participación como miembro de los Comités de la Lucha de los Unionistas (ESEA), rama local ateniense de la organización paramilitar EOKA B, compuesta por nacionalistas griegos que luchaban por la anexión de Chipre a Grecia.
En julio de 1974 fue arrestado por participar en las manifestaciones de protesta frente a la embajada británica por la actitud de Gran Bretaña hacia la invasión turca de la zona norte de Chipre y en diciembre de 1976 fue detenido por participar en las agresiones a los periodistas que cubrían el funeral del policía y torturador del régimen de los Coroneles Evánguelos Mallios, asesinado por la Organización Revolucionaria 17 de Noviembre.  Ingresó en la prisión de Korydallos, donde estuvo dos meses, pero no llegó a ser juzgado, siendo liberado debido a tecnicismos relacionados con su arresto pese a que había suficientes pruebas en su contra. Durante su estancia en la cárcel, Michaloliakos conoció a los líderes de la junta militar de la Dictadura de los Coroneles y sentó las bases de lo que posteriormente sería Amanecer Dorado.  A finales de 1977 ingresó en el Ejército (específicamente en las fuerzas especiales) y acabó formando parte del cuerpo de paracaidistas. Llegó a ostentar el grado de oficial.
En julio de 1978 fue detenido de nuevo después de haberse unido a un grupo de extrema derecha y por una serie de atentados con bomba en Atenas, y en enero de 1979 fue sentenciado a 13 meses de prisión por posesión ilegal de armas y explosivos, siendo acusado de planear actos terroristas. Debido a esto fue expulsado del ejército.  Para el verano de ese mismo año volvió a ser liberado. Hay testimonios de que en sus declaraciones dio los nombres de sus colaboradores, que fueron condenados a penas entre 5 y 12 años, mientras que su condena se redujo a los 13 meses.
Tras ser liberado se centró en sus actividades políticas. En 1983 realizó un viaje de varios meses a Sudáfrica. Allí, Michaloliakos entró en contacto con Giannis Giannopoulos, un ultranacionalista griego y exmilitar que después de una serie de atentados en Atenas en 1978 había huido del país y se había enrolado en la Legión Extranjera francesa, acabando en Sudáfrica como entrenador militar del Movimiento de Resistencia Afrikáner (Afrikáner Weerstandsbeweging o AWB). Giannopoulos sería posteriormente un miembro destacado de Amanecer Dorado.
En 1984 fue elegido líder de las juventudes del partido Unión Política Nacional (EPEN) de Georgios Papadópoulos (quien personalmente lo nombró en el cargo) y consiguió que esa formación de ultraderecha obtuviera el 8% de los votos en las elecciones en la región de Ática. A pesar de ello, meses más tarde abandonó el partido por conflictos con la jerarquía del mismo. Un año más tarde retomó el proyecto Jrysí Avyí (Amanecer Dorado), que ya había iniciado en 1980 con la revista neonazi "Jrysí Avyí - Sociedad para el Estudio y Promoción de la Creación Cultural Europea", y lo proyectó a la escena política general.
Desde entonces (exceptuando un corto periodo entre 2005 y 2007, donde Amanecer Dorado fue disuelto debido a constantes enfrentamientos con antifascistas y Michaloliakos y la mayoría de los demás miembros del partido se unieron a la Alianza Patriótica, siendo Amanecer Dorado restablecido en 2007), Mijaloliakos ha sido el líder del partido, que ha dirigido con mano de hierro. Si bien se desempeña oficialmente como Secretario general, la prensa y los miembros del partido se refieren a él como "líder". A la vez que lidera políticamente Amanecer Dorado, Michaloliakos también escribe varias obras, como colecciones de poemas («Η εξωμολόγιση ενός εθνικού», «La confesión de un nacionalista»), ensayos políticos («Για μία μεγάλη Ελλάδα σε μία ελεύθερη Ευρώπη», Por una gran Grecia en una Europa libre), estudios en profundidad de personajes históricos («Περικλής Γιαννόπουλος· Ο Απολλώνιος λόγος», Periklís Yannópulos: La palabra apolínea) y crónicas de la evolución del partido («Εχθροί του Καθεστώτος», Enemigos del sistema).
En 2010 fue elegido concejal del Ayuntamiento de Atenas.  El 17 de enero de 2011 adquirió notoriedad tras hacerle el saludo fascista al concejal del partido ANTARSYA, Petros Konstantinou, que lo llamó un fascista, durante una sesión. El hecho causó diversas reacciones, incluso a nivel internacional.
Desde las elecciones parlamentarias de mayo de 2012 fue diputado del Consejo de los Helenos. En las elecciones parlamentarias de 2019 su partido perdió la representación.

## Proceso judicial (2013-2020)
Tras el asesinato del rapero antifascista Pavlos Fyssas el 17 de septiembre de 2013, Michaloliakos fue detenido el 28 de septiembre de 2013, junto con varios otros miembros de su partido, con los cargos de formar parte de una organización criminal. La hoja de cargos incluye asesinato, extorsión, y la participación en la desaparición de hasta 100 inmigrantes. Después de 18 meses de prisión preventiva, el máximo permitido, Michaloliakos fue liberado de la cárcel en julio de 2015 y puesto bajo arresto domiciliario.   El 29 de julio de 2015, su arresto domiciliario fue levantado, pero tiene prohibido abandonar Ática. Aun así, podía asistir al Parlamento.
El 20 de abril de 2015, el juicio contra Michaloliakos y otros 68 acusados comenzó. El proceso culminó cinco años después; Michaloliakos fue uno de los 68 líderes de Amanecer Dorado que fueron declarados culpables en octubre de 2020 por liderar o integrar una organización criminal.

## Controversias
Michaloliakos es abiertamente negador del Holocausto, negando especialmente la existencia de las cámaras de gas usadas durante la Segunda Guerra Mundial. Se ha referido a Adolf Hitler como una "gran personalidad del siglo XX".
En octubre de 2012,  Michaloliakos hizo el saludo fascista durante un mitin de Amanecer Dorado. Mientras lo hacía, dijo: "A veces nos saludamos así, pero nuestras manos están limpias, nunca han robado".
En diciembre de 2012, sugirió instalar minas terrestres en las fronteras griegas para detener la inmigración ilegal.
Por otra parte, ha sido acusado de haber colaborado con el Servicio de Inteligencia Nacional (KYP) a comienzos de la década de los 80, habiendo recibido supuestamente un salario mensual de 120.000 dracmas, lo cual ha sido desmentido por el y su partido. La evidencia de la colaboración es una boleta de pago que muestra los nombres de Michaloliakos y Konstantinos Plevris como funcionarios de la agencia. Amanecer Dorado ha reclamado que la boleta es una falsificación.